# Condado de Elmore (Alabama)
El condado de Elmore (en inglés: Elmore County) es un condado del estado estadounidense de Alabama que fue fundado en 1866 y cuyo nombre se le dio en honor al general John A. Elmore. En el año 2000 tenía una población de 65 874 habitantes con una densidad de población de 16 personas por km². La sede del condado es Wetumpka aunque la ciudad más grande es Millbrook.

## Geografía
Según la oficina del censo el condado tiene una superficie total de 1702 km² (657,1 mi²), de los que 1608 km² (620,8494208494 mi²) son tierra y 93 km² (35,9 mi²) (5,47%) son agua.

### Condados adyacentes
- Condado de Coosa - norte
- Condado de Tallapoosa - noreste
- Condado de Macon - sureste
- Condado de Montgomery - sur
- Condado de Autauga - oeste
- Condado de Chilton - noroeste

### Principales carreteras y autopistas
- Interestatal 65
- U.S. Autopista 82
- U.S. Autopista 231
- Carretera estatal 9
- Carretera estatal 14
- Carretera estatal 63

## Demografía
Según el 2000 la renta per cápita media de los habitantes del condado era de 41.243 dólares y el ingreso medio de una familia era de 47.155 dólares. En el año 2000 los hombres tenían unos ingresos anuales 32.643 dólares frente a los 24.062 dólares que percibían las mujeres. El ingreso por habitante era de 17.650 dólares y alrededor de un 10,20% de la población estaba bajo el umbral de pobreza nacional.

## Ciudades y pueblos
- Blue Ridge
- Coosada
- Deatsville
- Eclectic
- Elmore
- Equality (de modo parcial)
- Millbrook
- Prattville (de modo parcial)
- Tallassee (de modo parcial)
- Wetumpka

## Educación
El Sistema Escolar Pública de Condado de Elmore gestiona escuelas públicas. En la ciudad de Tallassee el Tallassee City School District (EN) gestiona escuelas públicas.